# Джуаб (округ)
Округ Джу́аб (англ. Juab County) располагается в штате Юта, США. Официально образован в 1852 году. По состоянию на 2013 год, численность населения составляла 10 348 человек.

## География
По данным Бюро переписи США, общая площадь округа равняется 8821,549 км2, из которых 8785,289 км2 суша и 36,260 км2 или 0,400 % это водоёмы.

## Население
По данным переписи населения 2000 года в округе проживает 8 238 жителей в составе 2 456 домашних хозяйств и 1 981 семей. Плотность населения составляет 1,00 человек на км2. На территории округа насчитывается 2 810 жилых строений, при плотности застройки менее 1,00-го строения на км2. Расовый состав населения: белые — 96,56 %, афроамериканцы — 0,15 %, коренные американцы (индейцы) — 1,02 %, азиаты — 0,34 %, гавайцы — 0,05 %, представители других рас — 0,86 %, представители двух или более рас — 1,02 %. Испаноязычные составляли 2,63 % населения независимо от расы.
В составе 2 456,00 % из общего числа домашних хозяйств проживают дети в возрасте до 18 лет, 18,00 % домашних хозяйств представляют собой супружеские пары проживающие вместе, 69,10 % домашних хозяйств представляют собой одиноких женщин без супруга, 7,90 % домашних хозяйств не имеют отношения к семьям, 17,50 % домашних хозяйств состоят из одного человека, 9,10 % домашних хозяйств состоят из престарелых (65 лет и старше), проживающих в одиночестве. Средний размер домашнего хозяйства составляет 3,31 человека, и средний размер семьи 3,79 человека.
Возрастной состав округа: 38,60 % моложе 18 лет, 9,40 % от 18 до 24, 25,20 % от 25 до 44, 16,90 % от 45 до 64 и 16,90 % от 65 и старше. Средний возраст жителя округа 26 лет. На каждые 100 женщин приходится 100,30 мужчин. На каждые 100 женщин старше 18 лет приходится 96,50 мужчин.
Средний доход на домохозяйство в округе составлял 38 139 USD, на семью — 42 655 USD. Среднестатистический заработок мужчины был 33 621 USD против 21 394 USD для женщины. Доход на душу населения составлял 12 790 USD. Около 7,90 % семей и 10,40 % общего населения находились ниже черты бедности, в том числе — 10,70 % молодежи (тех, кому ещё не исполнилось 18 лет) и 14,50 % тех, кому было уже больше 65 лет.